# Drenovec pri Leskovcu
Drenovec pri Leskovcu je naselje v Občini Krško.